# Ammovolummininae
Ammovolummininae es una subfamilia de foraminíferos bentónicos de la familia Ammovolummidae, de la superfamilia Hippocrepinoidea, del suborden Hippocrepinina y del orden Astrorhizida. Su rango cronoestratigráfico abarca desde el Silúrico medio hasta la Actualidad.

## Discusión
Clasificaciones previas incluían Ammovolummininae en la familia Ammodiscidae, de la superfamilia Ammodiscoidea, del suborden Textulariina y del orden Textulariida.

## Clasificación
Ammovolummininae incluye a los siguientes géneros:
- Ammovolummina
- Hyperbathoides †
- Psammonyx
- Serpenulina †

Otros géneros considerados en Ammovolummininae son:
- Mesolasiodiscus
- Tolypamminoides, aceptado como Serpenulina
- Tubacera, aceptado como Serpenulina